# أوستين سكارليت
أوستين سكارليت (بالإنجليزية: Austin Scarlett)‏ هو مصمم أزياء أمريكي، ولد في 1983 في أوريغون في الولايات المتحدة.

## وصلات خارجية
- الموقع الرسمي